# Höörån

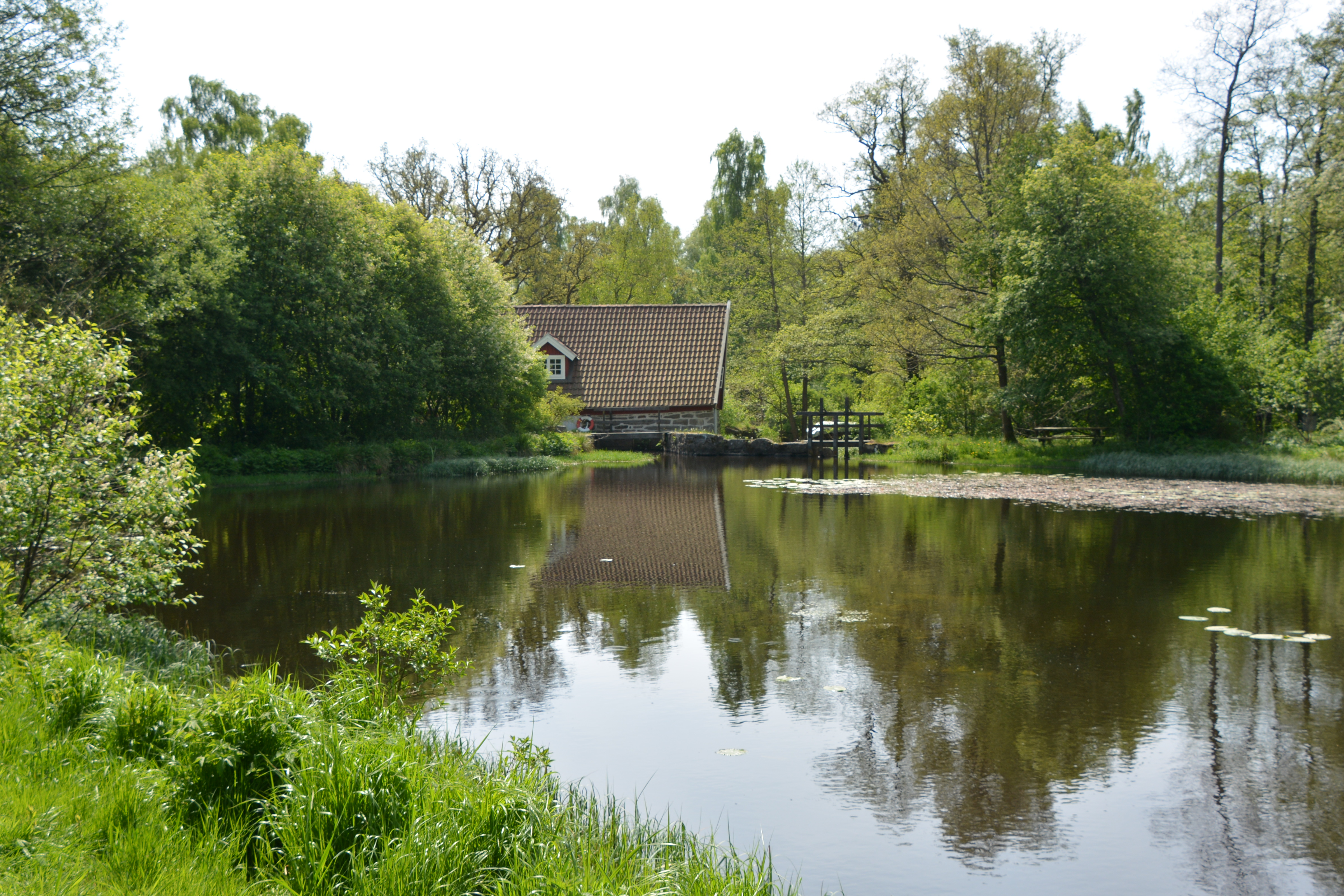
Kvarndammen vid Höörs mölla

Höörån, också Höörsån, är ett vattendrag i mellersta Skåne, som tillsammans med Hörbyån och Kvesarumsån är Ringsjöns tillflöden.
Längs ån fanns förr fem större möllor: Brännemölla (första gången nämnd i skrift 1570), Pipare mölla, Släbo mölla, Bossa mölla i Stenskogen och Sätofta mölla. Dessutom fanns flera skvaltmöllor.
Höörs elektriska belysningsbolag installerade år 1900 en turbin i Brännemölla. Detta var Höörs första elverk.
Höörån rinner genom Stenskogen i västra utkanten av Höörs tätort. En bit söder om Höörs tätort rinner ån i rätade diken genom det öppna beteslandskapet Sätofta hed med fuktiga betes- och slåttermarker, innan den mynnar i Östra Ringsjön. Höörs kommun och Ringsjöns vattenråd har här planerat att återmeandera ån för att skapa ett uppemot 30 hektar stort våtmarksområde.